# Tikvah Alper
Pour les articles homonymes, voir Alper.
Tikvah Alper (22 janvier 1909 – 2 février 1995) est une radiobiologiste sudafricaine renommée ayant suivi, tout d'abord, une formation de physicienne. Parmi de nombreuses autres initiatives et découvertes, elle est l'une des premières à apporter des preuves que l'agent infectieux responsable de la tremblante du mouton ne contient pas d'acide nucléique : une découverte qui a contribué significativement au développement de la théorie sur le prion. De 1962 à 1974, elle est directrice de l'unité de radiopathologie expérimentale du Conseil de la recherche médicale au Hammersmith Hospital de Londres, Royaume-Uni.
Elle épouse Max Sterne mais n'adopte jamais son nom.

## Jeunesse et début de carrière
Tikvah Alper est née dans la colonie britannique du Cap en Afrique du Sud, à Wynberg, une banlieue de la ville du Cap. Elle est la plus jeune de quatre filles d'une famille de réfugiés juifs russes. En tant qu'écolière à la Durban Girls High School, elle est décrite comme « la fille la plus distinguée intellectuellement qui ait jamais fréquenté l'école » et immatriculée avec distinction un an plus tôt. En 1929, elle obtient son diplôme avec distinction en physique à l'Université du Cap, puis, de 1930 à 1932, elle étudie à Berlin avec la physicienne nucléaire Lise Meitner et, en 1933, elle publie un article primé sur les rayons delta produits par les particules alpha. En 1932, elle retourne en Afrique du Sud pour épouser le bactériologiste renommé Max Sterne, l'inventeur du vaccin le plus efficace contre la maladie du charbon. Parce que les femmes mariées ne sont pas autorisées à travailler à l'Université, Tikvah et Max créent un laboratoire à domicile où ils travaillent ensemble. Leurs fils, Jonathan et Michael, naissent en 1935 et 1936. À partir de ce moment, Tikvah Alper combine les exigences de la maternité (Jonathan est né profondément sourd), du mariage et de la carrière. Celles-ci comprennent des séjours en Angleterre avant et après-guerre, où elle travaille avec le radiobiologiste pionnier, Douglas Lea. Au cours des dix ans qui suivent 1937, Tikvah se forme et travaille comme enseignante pour les sourds. Sa formation en physique et ses compétences techniques sont évidentes dans ses recherches publiées sur la visibilité de l'articulation de la parole qui est utilisée dans l'apprentissage de la parole pour enfants sourds. En 1948, elle devient responsable de la section de biophysique du laboratoire national de physique sud-africain.

## Suite et fin de carrière
Malgré leur renommée scientifique croissante, Max Sterne et Tikvah Alper sont contraints à quitter l'Afrique du Sud en 1951 en raison de leur opposition déclarée à l'apartheid. Tikvah a trouvé un poste de chercheur (non rémunéré) aux laboratoires de radiobiologie du MRC du Hammersmith Hospital de Londres, dirigé par Louis Gray, qu'elle a rencontré lors de ses précédentes visites. Là bas, les travaux portent sur les mécanismes des effets des rayonnements sur la biologie cellulaire. La complexité des effets des rayonnements sur différents types de cellules et leur interaction avec d'autres processus physiologiques et chimiques commencent à être cartographiées à ce moment-là et les études se poursuivent au cours des années 1950 et 1960. Elle est directrice de l'unité de radiobiologie de 1962 à son départ à la retraite en 1974. Son article principal Cellular Radiobiology est publié en 1979. Tikvah Alper poursuit une carrière professionnelle active pendant sa retraite, avec comme point culminant une « conférence brillante à la Radiation Research Society de Dallas, États-Unis, à l'âge de 83 ans .. »,. Elle meurt à Sarisbury, Hampshire, Angleterre, en 1995 en laissant derrière elle son mari Max, ses fils Jonathan et Michael, six petits-enfants et trois arrière-petits-enfants.

## Son rôle dans l'identification de l'agent infectieux de la tremblante du mouton
La tremblante du mouton est une maladie infectieuse mortelle du système nerveux du mouton, l'un des types de maladies du cerveau pouvant toucher les bovins (ESB) et l'homme (Kuru, MCJ). On pensait que la tremblante pouvait être causée par un « virus lent », l'un de ceux dont les signes d'une modification du comportement et de la motricité de l'animal atteint peuvent mettre des années à apparaître. Au milieu des années 1960, il est établi que les cellules ne peuvent se répliquer que grâce à l'ADN. La radioactivité stoppe la réplication des cellules en « tuant » l'ADN. Alper constate que les radiations ne détruisent pas l'agent infectieux de la tremblante, ce qui suggère qu'il est peu probable qu'un virus soit l'agent infectieux. L'agent infectieux doit être plus petit et plus simple que de l'ADN (viral). Alper constate également que l'agent reste actif sous lumière ultraviolette alors que, normalement, l'ADN est inactif sous UV. Au lieu de cela, l'agent est détruit par une lumière à 237 nm, une longueur d'onde spécifique à l'inactivation des polysaccharides. Alper et ses collègues rapportent ces propriétés de l'agent de la tremblante, une constatation qui est accueillie avec étonnement dans de nombreux milieux, car elle semble contredire le dogme central qui soutient que la réplication (et donc la croissance de la maladie et ses propriétés infectieuses) ne peut se faire que via l'ADN. Cependant, une fois que ces résultats empiriques sont acceptés, plusieurs théories sont élaborées pour tenir compte des propriétés particulières de l'agent de la tremblante. La théorie la plus largement acceptée aujourd'hui est la théorie du prion, qui désigne une protéine « voyou » comme source infectieuse. Cependant, Alper ne peut accepter qu'une protéine « mutée » soit l'agent infectieux. Premièrement, ses études sur les rayons UV n'indiquent aucun agent protéique et, deuxièmement, les prions isolés n'induisent pas la tremblante. Au cours des dernières années de sa vie, les développements issus de ses propres théories concernant l'agent infectieux suggèrent une affaire plus dynamique et complexe.